# Uppvaknandet
"Uppvaknandet" är en dikt av Erik Gustaf Geijer skriven 1814. Dikten handlar om våren, beskriven som ett litet barn och som just ett uppvaknande.